# Отра
Отра (на норвежки: Otra) е река в най-южната част на Норвегия (фюлке Ауст-Агдер и Вест-Агдер), вливаща се в протока Скагерак на Северно море. Дължина 247 km, площ на водосборния басейн 3752 km².

## Географска характеристика
Река Отра изтича от южния ъгъл на езерото Брейдватън, разположено на 897 m н.в., в крайните южни части на Скандинавските планини, в северната част на фюлке Ауст-Агдер. По цялото си протежение тече в южна посока в дълбока и тясна трогова долина, носеща названието Сетесдал в средното ѝ течение. Последователно преминава през няколко проточни езера (Хиртсватън – 759 m н.в., Санесфиорд – 203 m, Ордалсфиорд – 202 m и др.) с множество бързеи, прагове и водопади между тях. Влива се в северната част на протока Скагерак на Северно море в центъра на град Кристиансан, фюлке Вест-Агдер.
Водосборният басейн на Отра обхваща малка площ от 3752 km², тъй като басейнът ѝ е тесен и дълъг. Речната ѝ мрежа е двустранно развита, но притоците ѝ са малки и къси На изток, запад и север водосборният басейн на Отра граничи с водосборните басейни на реките Ниделва, Товдалселва, Мандалселва, Квина, Сира, Ула, Шиенселва и други по-малки, вливаща се в Северно море. Основни притоци: Вастелони, Хувасони (леви); Юсони, Доселва (десни).
Отра има предимно снежно-дъждовно подхранване с ясно изразено пълноводие през пролетта и началото на лятото и зимно маловодие. Среден годишен отток в устието 111 m³/s. В горното течение замръзва за няколко седмици, но не всяка година.

## Стопанско значение, селища
Част от водите ѝ се използват за производство на електроенергия (12 ВЕЦ-а), битово и промишлено водоснабдяване. В горното и средно течение по долината ѝ са разположени предимно малки градчета и села, а в долното течение градовете – Ванесла и Кристиансан.